# Balakən (raion)
Pour les articles homonymes, voir Balakən.
Balakən (en azéri : Balakən, en géorgien : ბელაქანი) est l'une des 78 subdivisions de l'Azerbaïdjan. Sa capitale se nomme Balakən. Elle est peuplée par 95 900 habitants en 2016.

## Histoire
Au VIe siècle Balakan a été envahi par les Arabes et la colonie de Balakən a été détruite. Après le renversement de la domination arabe aux IXe – Xe siècles, Balakan établit ses liens politiques et économiques avec Chaki. Les deux provinces ont développé la sériciculture comme leur principale industrie.  De 1860 à la fin de l'Empire russe, il faisait partie de la Géorgie dans le gouvernement de Tiflis.
Le raion de Balakan a été créé le 8 août 1930. Il a grandi plus tard pour devenir un règlement de type de ville en 1954 et a reçu le statut d'une ville en 1968.  En 1963, le raion a été aboli et rejoint le raion de Zagatala. En 1965, il a été rétabli de nouveau en tant que raion indépendant.

## Géographie
Balakan se trouve sur les contreforts du Grand Caucase et est très riche en faune et en flore, entre la Géorgie et la Russie. Il borde la Géorgie au sud et à l'ouest et le Daghestan de la Russie à l'est et au nord. Les montagnes de Balakan constituent la grande partie de la réserve d'État de Zagatala. Les cascades Katekh sont situées dans la réserve. En raison de la présence de nombreuses montagnes dans le rayon, Balakan est riche de nombreuses rivières,.

### Température
La partie montagneuse de la rayonne est froide, la température dans les parties basses est douce. L'humidité moyenne annuelle atteint 41 %, la température moyenne mensuelle est de 13 °C.

## Langue
La majorité de la population parle la langue azerbaïdjanaise avec une minorité de locuteurs avares et géorgiens.

## Religion
Environ 95 % de la population du raion de Balakan est musulmane.

## Économie
La région de Balakan est considérée comme l'une des régions les plus ingénieuses de l'Azerbaïdjan par son potentiel économique, ses ressources naturelles et son patrimoine culturel. L'économie du rayon est basée sur le secteur agraire. Les principaux segments de l'agriculture sont la culture du tabac, l'horticulture, la sériciculture et la culture du maïs. De plus, l'élevage, la culture du blé, la vinification et la pêche sont largement pratiqués. Il y a 123 entreprises agricoles dans le rayon de Balakan. La partie nord du rayon est enrichie avec de la végétation, parmi lesquelles le charme, l'aulne, le chêne, le châtaignier, le noyer, l'acacia, ainsi que la framboise, la cynorrhodon et le néflier. Il y a plus de 30 plantes utilisées à des fins de traitement médical.

## Démographie
Il y a une ville de Balakan et 59 villages dans le rayon. Selon le recensement de 2010, la rayonne de Balakan compte 89 406 habitants, dont 10 200 (11 %) vivent en zone urbaine et 79 206 (88,6 %) en zone rurale. Les hommes représentent 48,2 % des femmes, soit 51,8 % de la population.La densité de population est de 95,7 personnes pour 1 km2. En 2010, il y avait 1 238 nouveau-nés et 510 décès en rayon. La composition ethnique du rayon est très riche. Les représentants de 27 ethnies vivent dans le rayon de Balakan. Le groupe le plus important, les Azéris représentent 88,4 % de la population (61 170 personnes vivant dans la région), Avars - 18,4 % (25 370 personnes vivant principalement dans les villages de Gabaqtchol, Mahamalar et Mazimtchay), Ingiloys (Géorgiens musulmans) - 2,4 % (2 145 personnes vivant principalement dans le village de İtitala) et d'autres ethnies comme les Géorgiens (23 résidents), Lezgins (223 résidents), Russes (138 résidents), Laks (23 résidents), Perses (226 résidents), Tatars (27 résidents), Tsakhurs (treize résidents), Turcs (onze résidents), Ukrainiens (six résidents), Arméniens (trois résidents) et Talysh (un résident) — 1,49 %.

## Villes
Balakan est la ville principale du rayon de Balakan.  

## Infrastructure
Les années 1970-1980 ont vu des réformes économiques rapides dues à la construction du chemin de fer Bakou-Balakan qui reliait la région à la capitale Bakou et à la péninsule industrielle d'Abcheron. Il y a six hôpitaux, un centre de traitement de la tuberculose et des centres de planification familiale avec 126 médecins et 497 infirmières.

## Éducation
Balakən possède 48 écoles secondaires, avec 16 872 élèves (recensement de 2007) et 1 629 enseignants et 24 jardins d'enfants dans la région. En outre, il y a un stade, 29 installations sportives et vingt complexes sportifs. La capitale a une bibliothèque centrale qui a 49 branches à travers le raion. Plus de 370 étudiants étudient dans sept écoles de musique.

## Galerie

Vues de Balakən
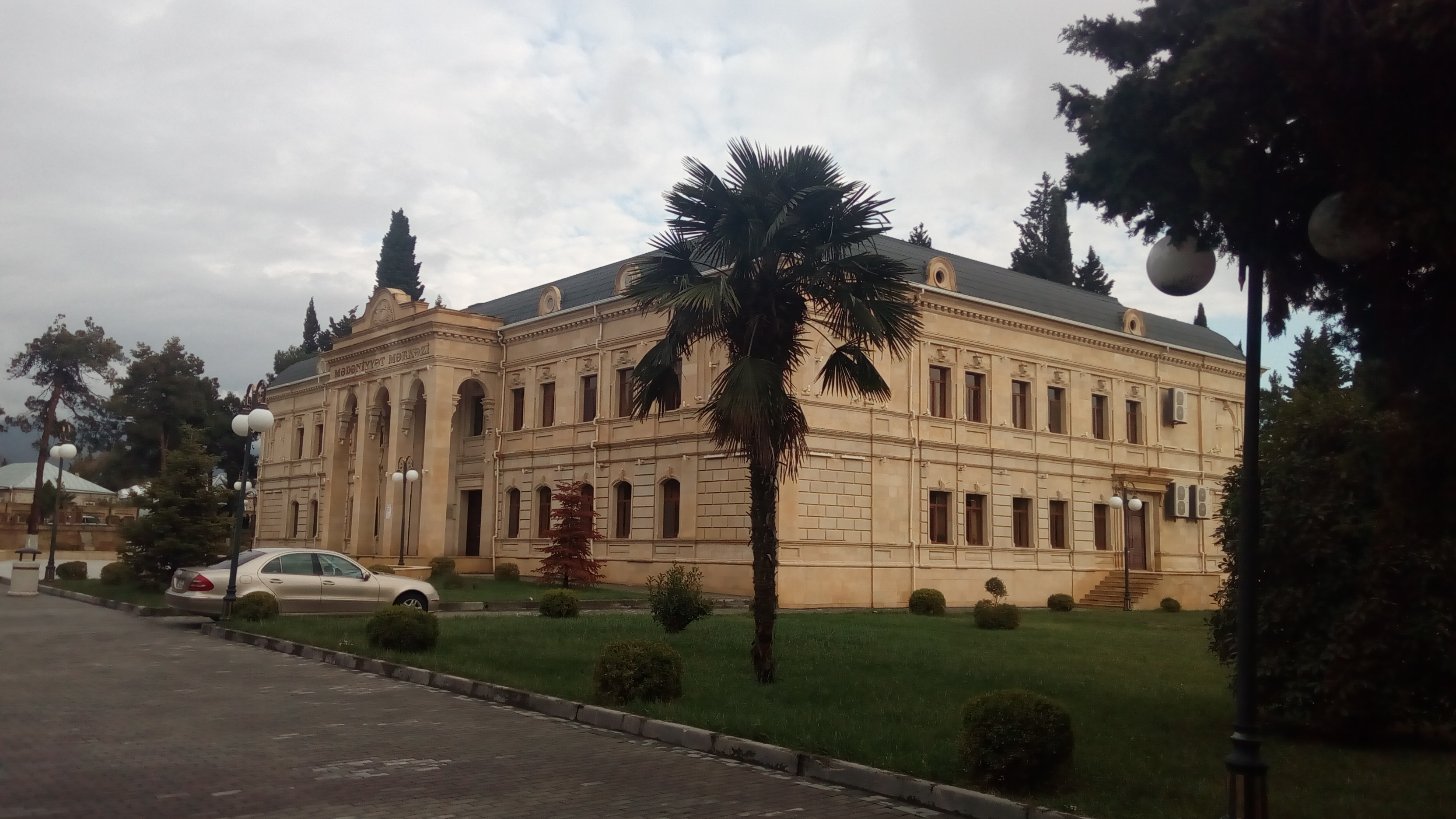
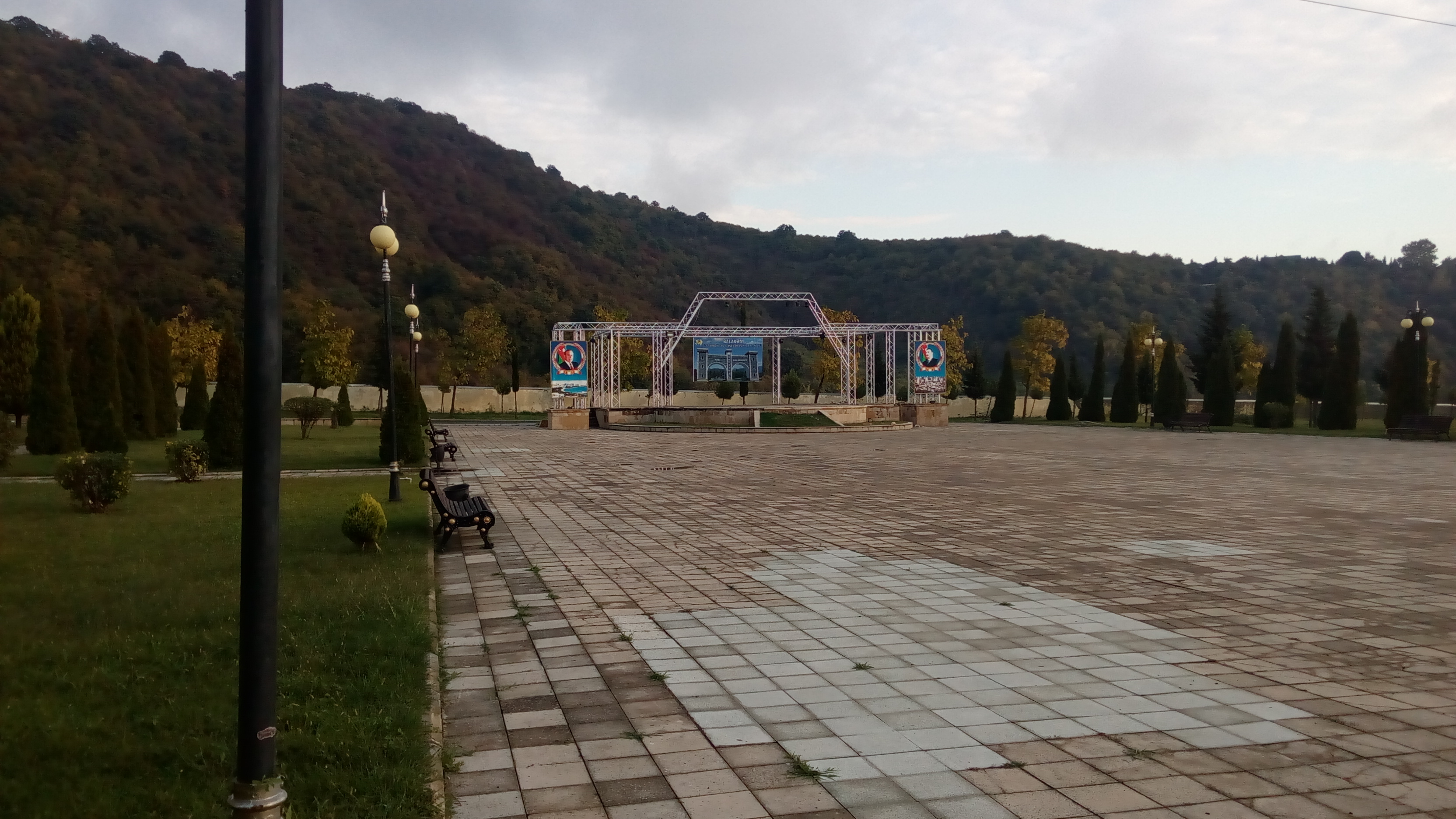
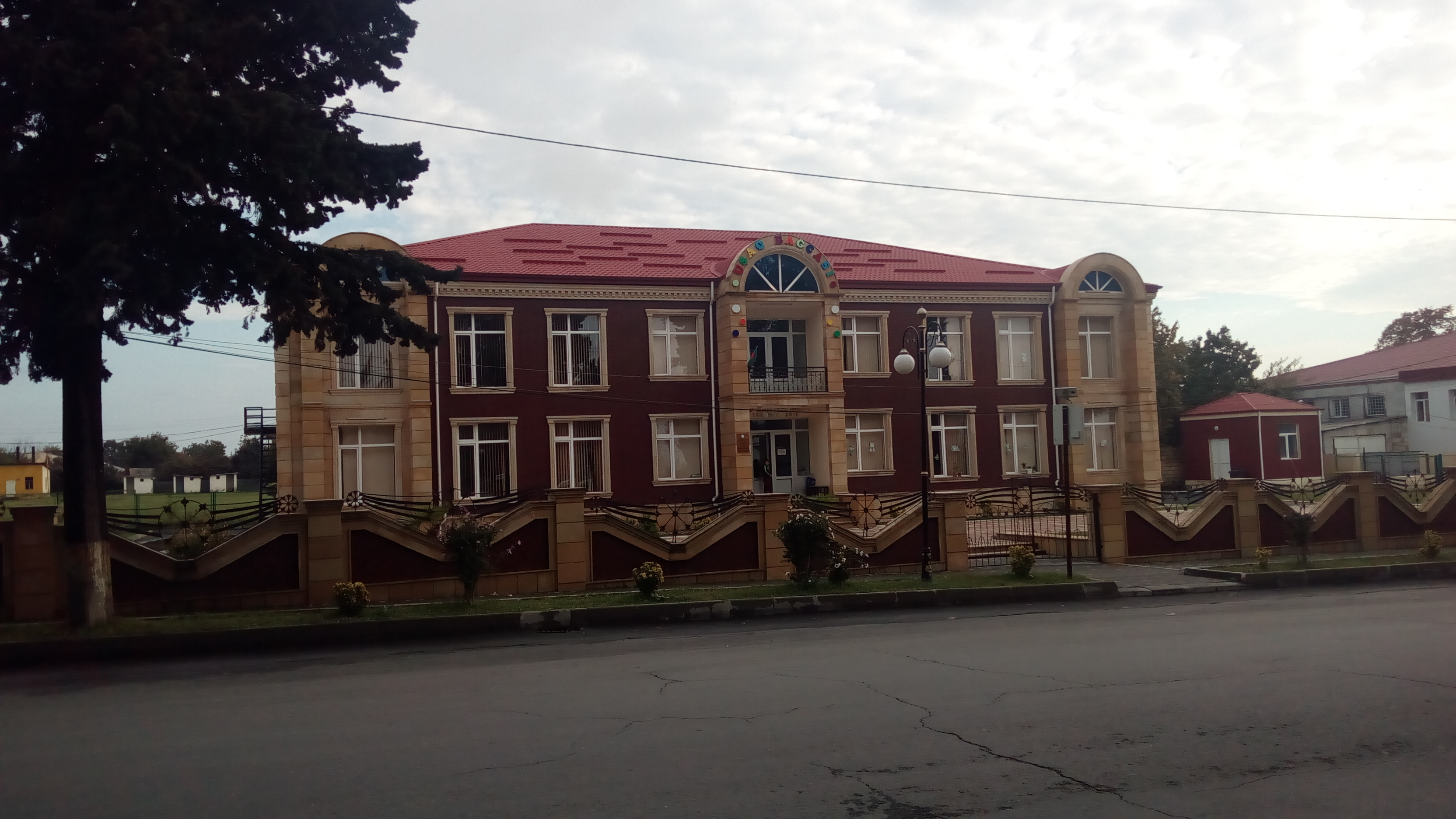
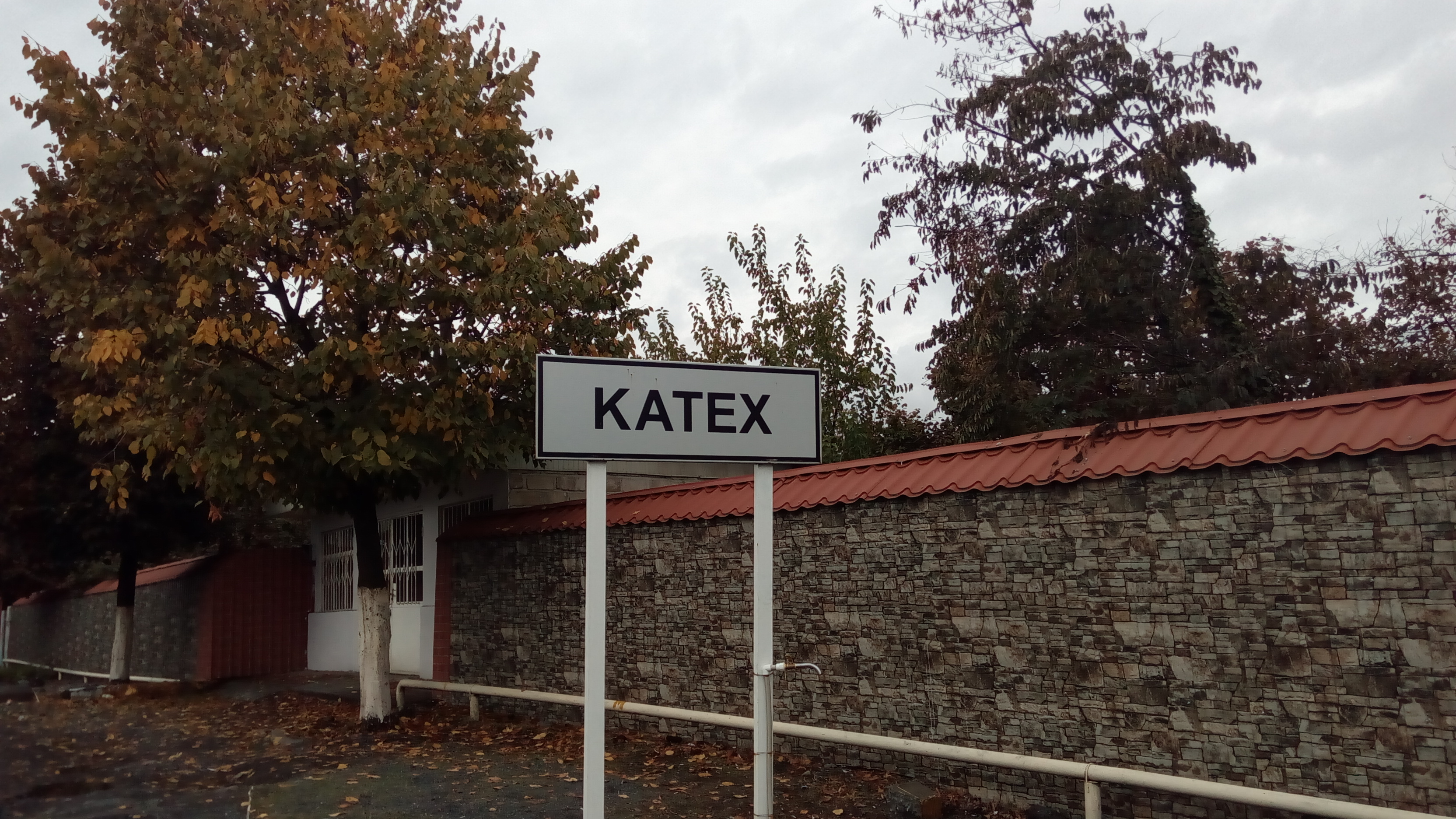
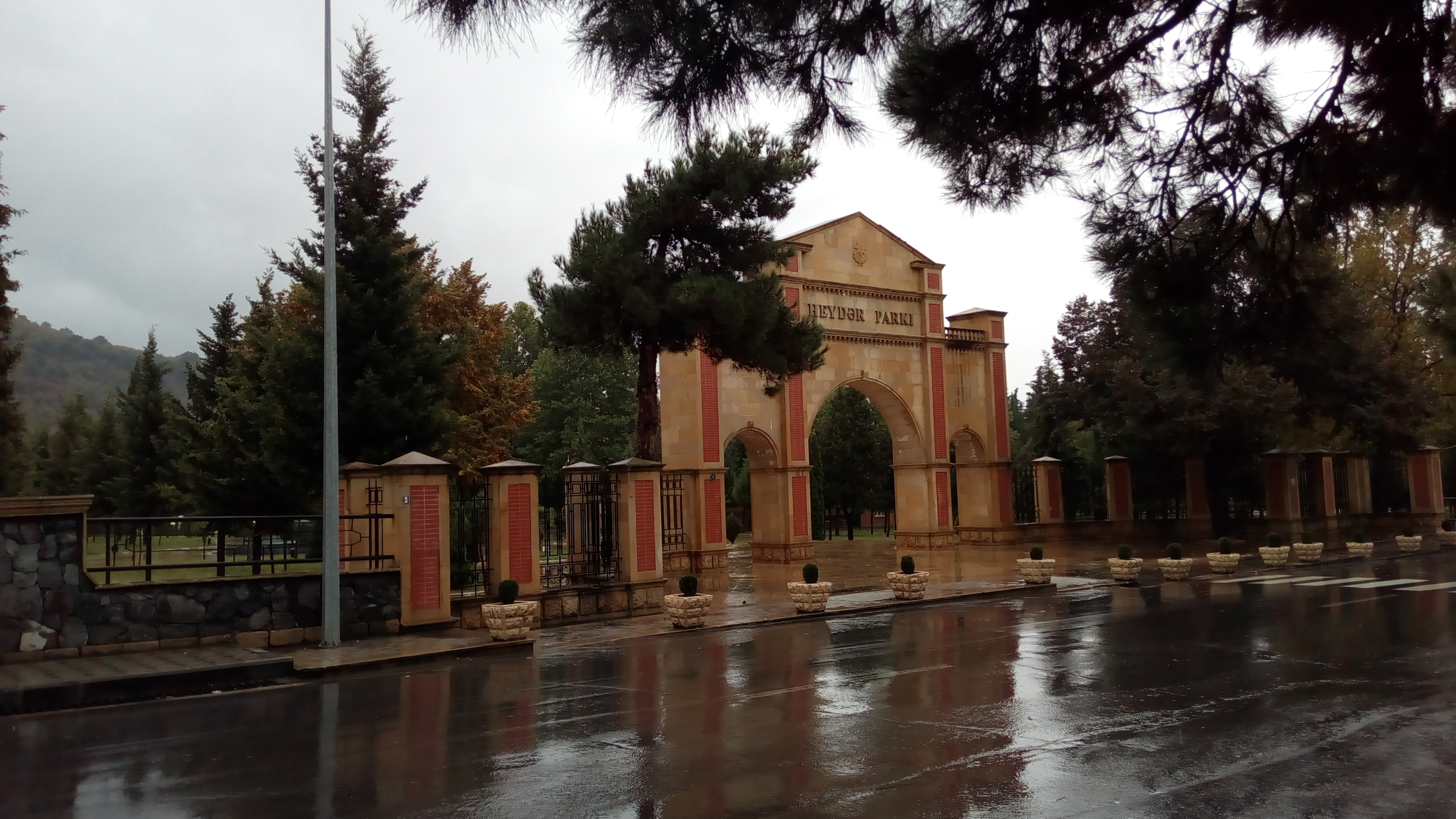
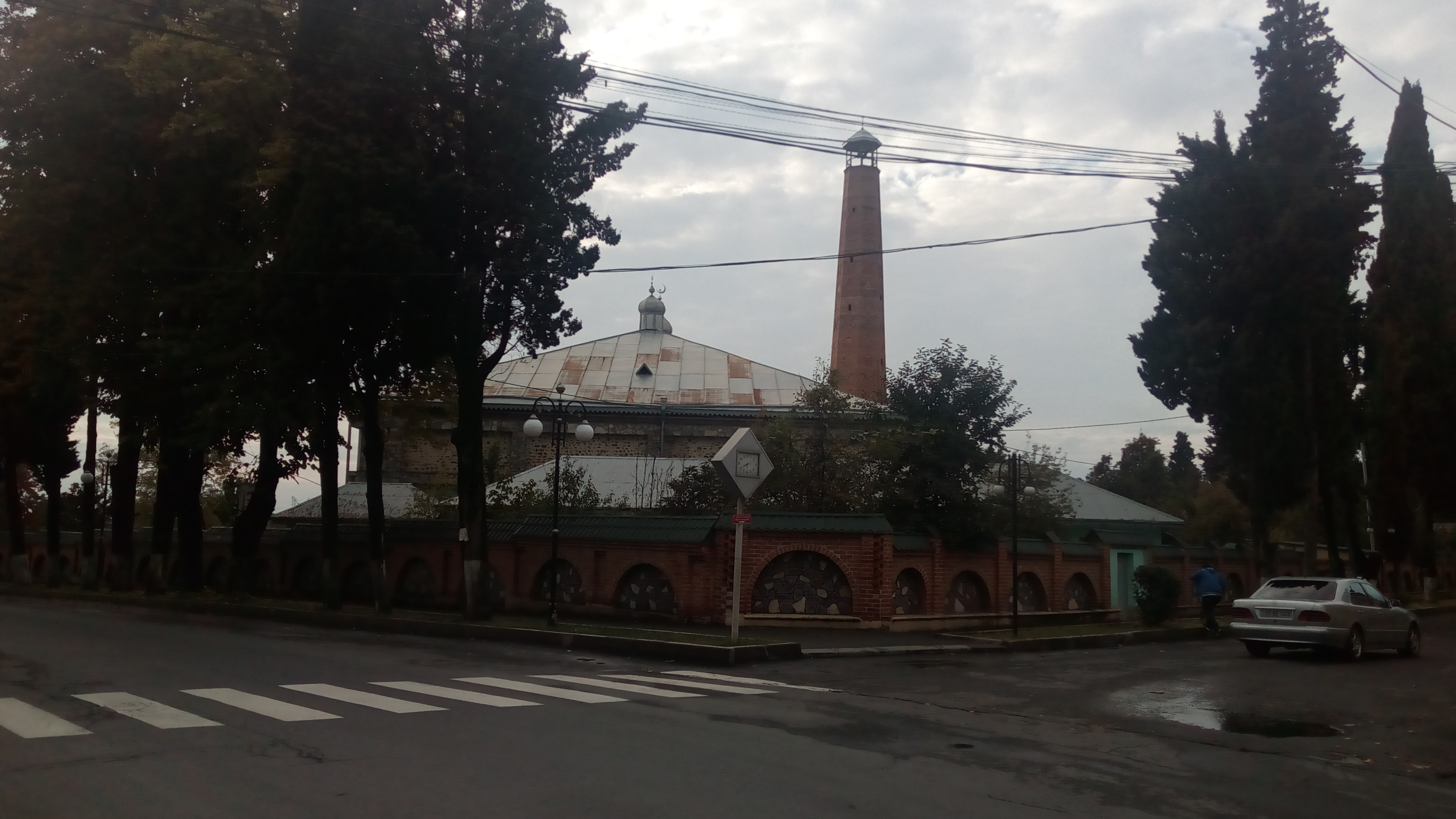